# شهرستان الطفه
ناحیهٔ الطفه (به عربی: مدیریة الطفة) یک ناحیه در یمن است که در استان بیضاء واقع شده‌است.
ناحیهٔ الطفه ۲۷٬۶۹۲ نفر جمعیت دارد.